# Trevor Ruffin
Trevor Duran Ruffin (Buffalo, 26 settembre 1970) è un ex cestista e allenatore di pallacanestro statunitense, professionista nella NBA.